# Michael Holmboe

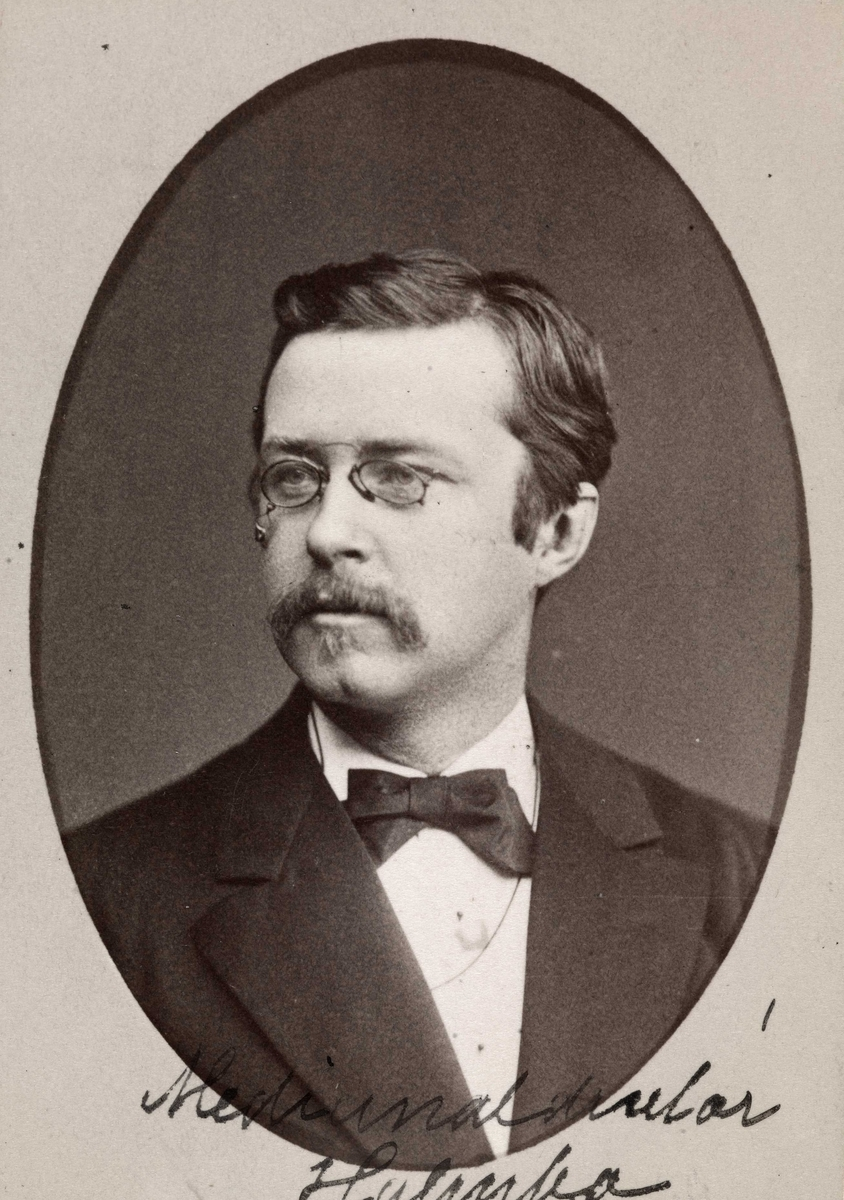
Michael Holmboe

Michael Holmboe, född den 8 maj 1852 i Tromsø, död den 18 augusti 1918 i Kristiania, var en norsk läkare, son till Jens Holmboe. far till Jens Holmboe.
Holmboe blev student 1869, candidatus medicinæ 1876, läkare vid Rotvolls asyl för sinnessjuka 1880–93, senare direktör för Norges civila medicinalväsen. Han tog initiativ till en rad lagar och åtgärder till bekämpande av folksjukdomar och till reformer på den offentliga hälsovårdens område.